# جيمي سبينس
جيمي سبينس (بالإنجليزية: Jamie Spence)‏ هو لاعب غولف بريطاني، ولد في 26 مايو 1963 في رويال تونبريدج ولز ‏ في المملكة المتحدة.

## وصلات خارجية
- جيمي سبينس على موقع رابطة أوروبا للاعبي الغولف المحترفين (الإنجليزية)
- جيمي سبينس على موقع التصنيف العالمي الرسمي للغولف (الإنجليزية)